# 沙姆赛尔·萨拉利耶夫
沙姆赛尔·尤努索维奇·萨拉利耶夫（romanized: Shamsail Yunusovich Saraliyev；1973年11月5日—）是俄罗斯政治人物，第八届国家杜马代表。
1996年至2002年，萨拉利耶夫在股份制银行“Exnet”（格罗兹尼分行）工作。2002年8月，他成为车臣共和国政府副首脑顾问，同年9月，他被任命为车臣共和国政府首脑新闻处代理负责人。2003年，萨拉利耶夫领导艾哈迈德·卡德罗夫的新闻服务部门。2007年，他担任拉姆赞·卡德罗夫的顾问。2011年，他被任命为车臣共和国对外关系、国家政策、新闻和信息部部长。同年，萨拉利耶夫当选为第六届国家杜马代表。2016年和2021年，他再次当选为车臣共和国选区第七届和第八届国家杜马议员。

## 制裁
萨拉利耶夫于2022年因俄乌战争而受到英国政府和美国财政部制裁。